# ミッドウェイ駅 (シカゴ交通局の駅)
ミッドウェイ駅（Midway Station）は、アメリカ合衆国のイリノイ州クック郡シカゴ市にある鉄道駅である。

## 概要
シカゴ交通局（シカゴ・L）オレンジ線の終着駅で、シカゴ・ミッドウェー国際空港への連絡駅である。オレンジ線開業と同時に開設された。
空港駅であるため、改札機は大型のものが設けられている。
メジャーリーグサッカーチーム「シカゴ・ファイアー」の本拠地であるトヨタパークへの最寄り駅でもある（約4マイル、臨時バス連絡）。

## 駅構造
| M                  | 中2階      | 空港ターミナル方面出入口  |
| P プラットホーム階 | 単式ホーム | 単式ホーム                |
| P プラットホーム階 | 北行       | → オレンジ線 ループ方面 → |
| P プラットホーム階 | 北行       | → オレンジ線 ループ方面 → |
| P プラットホーム階 | 島式ホーム |                           |
| P プラットホーム階 | 北行       | → オレンジ線 ループ方面 → |